# Andri Guðjohnsen
Andri Lucas Guðjohnsen (født 29. januar 2002) er en islandsk professionel fodboldspiller, der spiller som angriber for den belgiske klub KAA Gent og Islands landshold.

## Biografi
Født i London, Andri er søn af den tidligere Bolton Wanderers, Chelsea og Barcelona fodboldspiller Eiður Guðjohnsen, barnebarn af den tidligere Anderlecht- stjerne Arnór Guðjohnsen, og lillebror til IF Elfsborg fodboldspiller Sveinn Aron Guðjohnsen. Han har en yngre bror Daniel.

## Klub karriere
Andri Guðjohnsen begyndte at spille fodbold i FC Barcelona, sidenhen i Gavà, og i Espanyol.
Han flyttede til Real Madrid fra Espanyol i sommeren 2018.
I juli 2020 rev Andri det forreste korsbånd over i sit knæ og forventedes at gå glip af seks måneder. I juli 2021 blev Andri rykket op til Castilla-holdet, og i september 2021 blev han inkluderet i Real Madrids Champions League- trup for første gang. I sommeren 2022 skrev under for IFK Norrköping.
Den 18. august 2023 skiftede Guðjohnsen til Lyngby Boldklub i Superligaen på en etårig låneaftale med købsoption. Lyngby valgte at bruge deres købsoption.
I Juni 2024 kunne Lyngby Boldklub offentliggøre at de havde lavet deres største salg nogensinde, da havde solgt Andri til Belgiske KAA Gent. 

## Eksterne links
- Andri Gudjohnsens profil hos EU-football.info (engelsk)
- Andri Gudjohnsens spillerprofil på Transfermarkt (engelsk)
- Andri Gudjohnsens spillerprofil på national-football-teams.com (engelsk)
- Andri Gudjohnsens profil på WorldFootball.net (engelsk)
- Andri Gudjohnsens profil hos FootballDatabase.eu (engelsk)
- Andri Gudjohnsens spillerprofil på Soccerway (engelsk)
- Andri Gudjohnsens profil på Zero Zero (engelsk)